# John Marshall Watson

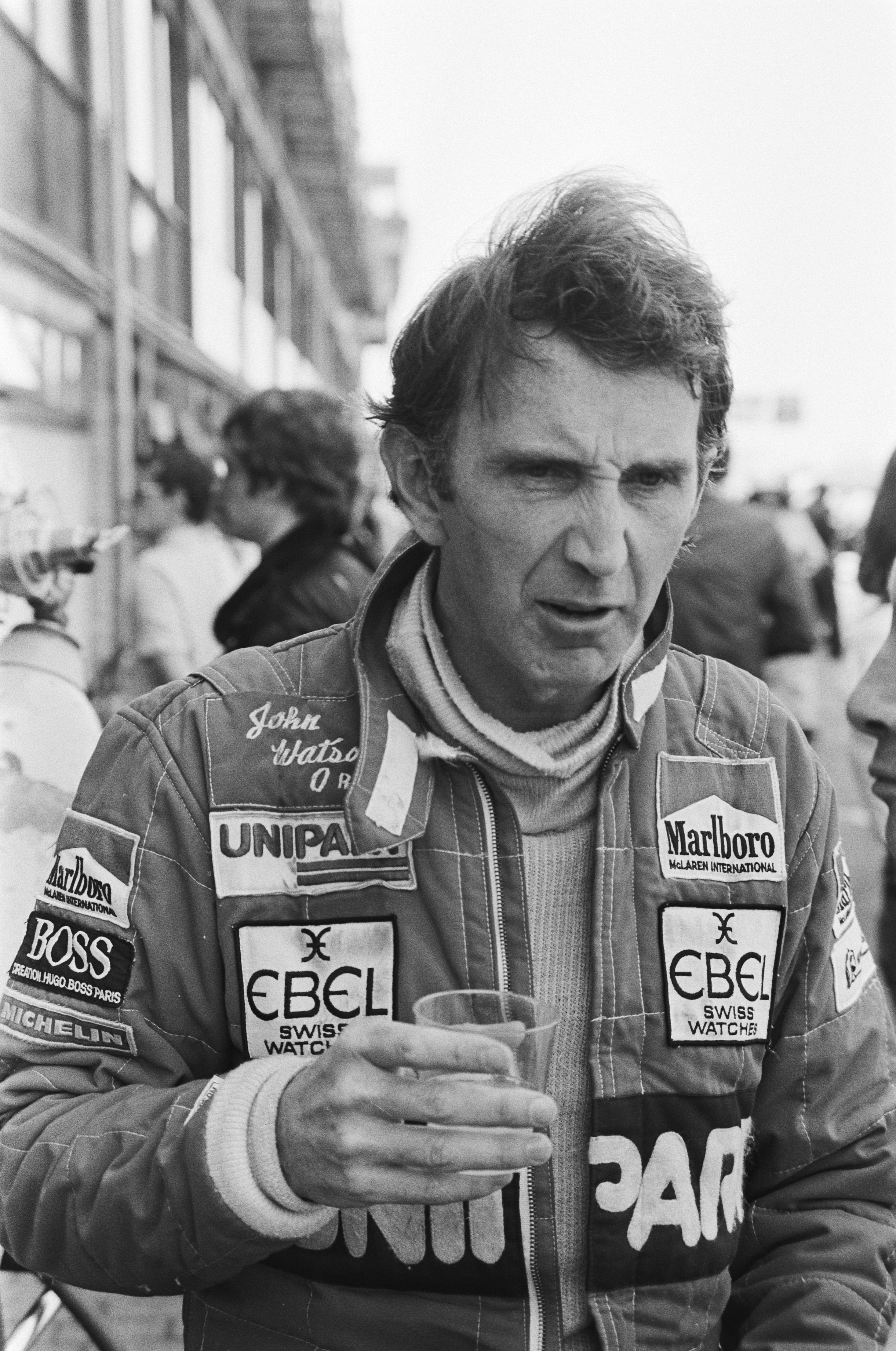
John Watson, Zandvoort, 1982

John Marshall Watson (Belfast, 4 mei 1946) is een voormalige Noord-Ierse Formule 1-coureur.

## Loopbaan
Watson was actief als coureur van 1973 tot en met 1985, eerst in de Formule 1, later in de sportwagenklasse. In de 152 Grands Prix waarin hij startte, eindigde hij 20 keer op het podium, waarvan vijf keer op de eerste plaats. Het beste resultaat bereikte hij in het seizoen 1982, toen hij in een McLaren een (met Didier Pironi gedeelde) tweede plaats in het wereldkampioenschap behaalde.
Na 1985 werd John Watson televisiecommentator (onder andere van 1991 tot 1996 voor Eurosport), en bezat hij een coureursschool op Silverstone.
Watson houdt het record van overwinning vanaf slechtste startplek door in 1983 de Grand Prix Formule 1 van de Verenigde Staten West te winnen vanaf de 22e plek op de startgrid.